# Liasis papuana
Espèce
Synonymes
- Liasis papuanus Peters & Doria, 1878
- Apodora papuana (Peters & Doria, 1878)
- Liasis tornieri Werner, 1897
- Liasis maximus Werner, 1936

Statut CITES
Liasis papuana, le Python de Papouasie, est une espèce de serpents de la famille des Pythonidae.

## Répartition
Cette espèce se rencontre :
- en Indonésie en Nouvelle-Guinée occidentale et sur l'île de Misool ;
- en Papouasie-Nouvelle-Guinée.

## Description

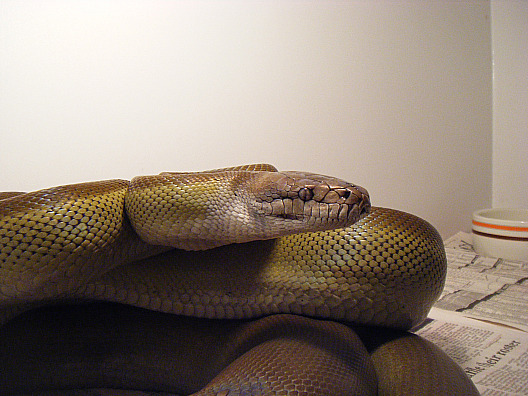
Liasis papuana.

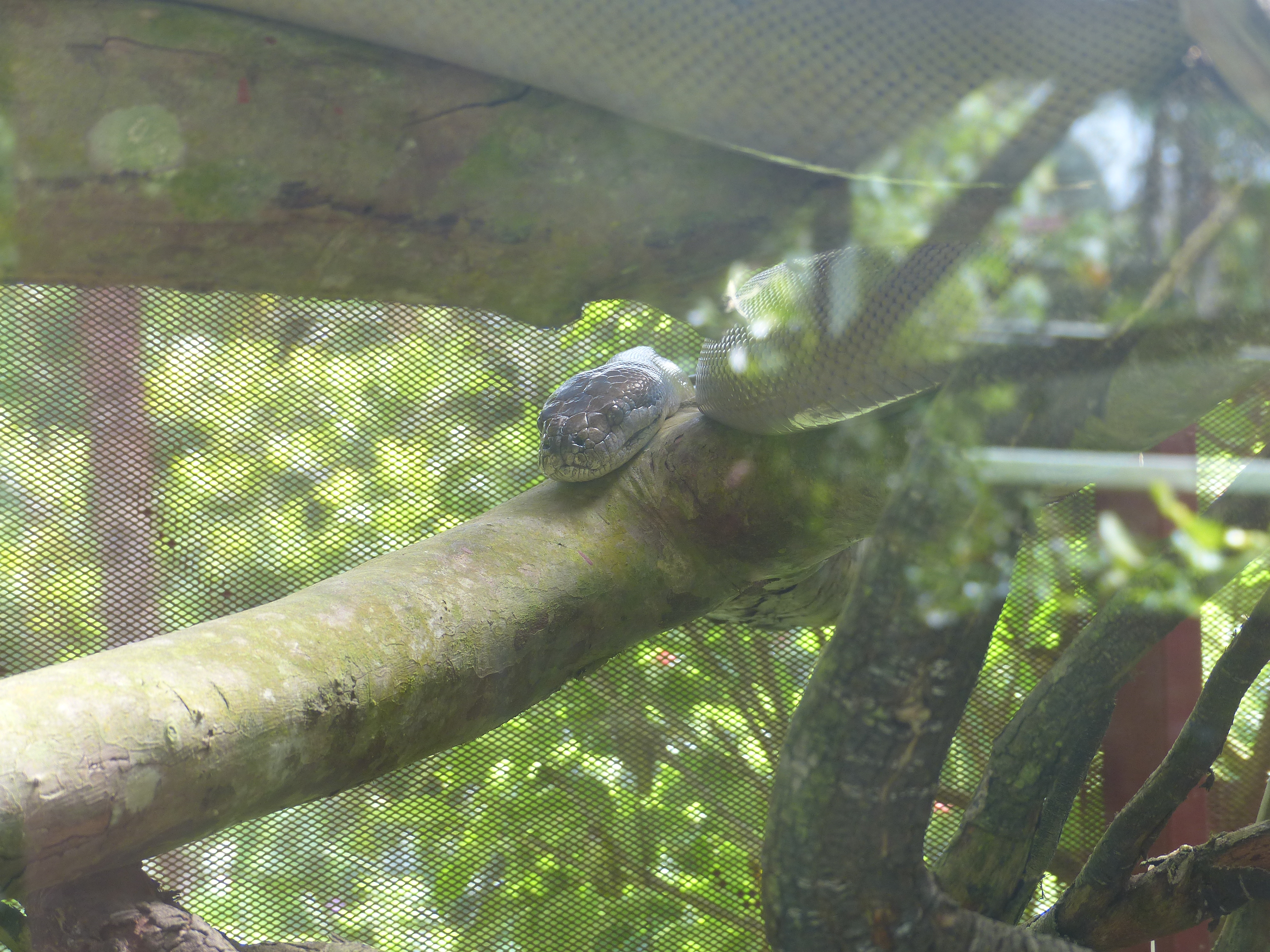
Liasis papuana.

C'est un serpent constricteur ovipare. Il peut dépasser les 5 m à l'âge adulte, pour un poids ne dépassant pas 22,5 kg. Les juvéniles sont en général vert-olive et deviennent plus sombres avec les flancs plus clairs en grandissant, bien qu'il existe des individus quasiment noirs ou tirant sur le jaune.

## Taxinomie
Cette espèce a déplacé du genre monotypique Apodora au genre Liasis par Reynolds, Niemiller et Revell en 2014.

## Étymologie
Son nom spécifique, papuana, fait référence à sa présence en Papouasie.

## Publication originale
- Peters & Doria, 1878 : Catalogo dei retilli e dei batraci raccolti da O. Beccari, L. M. D'Alberts e A. A. Bruijn. nella sotto-regione Austro-Malese. Annali del Museo Civico de Storia Naturale di Genova, sér. 1, vol. 13, p. 323-450 (texte intégral)